# Gandesbergen
Gandesbergen é um município da Alemanha localizado no distrito de Nienburg, estado da Baixa Saxônia.
Pertence ao Samtgemeinde de Eystrup.